# Turkmenistán na Letních olympijských hrách 2004
Turkmenistán na Letních olympijských hrách 2004 v Athénách reprezentovalo 9 sportovců z toho 6 mužů a 3 ženy. Reprezentanti nevybojovali žádnou medaili.